# Stefano Marini
Stefano Marini (Firenze, 5 ottobre 1968) è un ex calciatore italiano, di ruolo centrocampista.

## Carriera
Inizia la sua carriera professionistica nel Montevarchi, dove rimane per quattro anni.
Conta 12 presenze in Serie A con la maglia del Pisa durante la stagione 1990-1991. Rimane con i neroazzurri anche nella successiva stagione di Serie B, nella quale scende in campo 11 volte.
Successivamente gioca nella Reggina e nel Mobilieri Ponsacco.